# Tomme de Savoie
Tomme de Savoie is een halfharde kaas gemaakt in Savoie door gespecialiseerde kaasmakers.
Voor deze kaas wordt gebruikgemaakt van rauwe koemelk. De kaas is te herkennen aan zijn grijze korst en is van binnen zeer lichtgeel. Deze kaas heeft een geur die als 'muf' of een 'grottengeur' wordt omschreven.
Tomme de Savoie, evenals de meeste tommes, wordt doorgaans gemaakt van magere melk waarvan het grootste deel van de room is verwijderd om boter of vettere kazen te maken. Als gevolg daarvan zijn tomme-de-Savoiekazen relatief magere kazen (een vetgehalte van tussen de 20 en 45%).
De kaas wordt het gehele jaar gemaakt. Er zijn subtiele smaakvariaties afhankelijk van of de melk waarmee de kaas gemaakt wordt afkomstig is van koeien die gras (zomer) of hooi (winter) gegeten hebben.

## Varianten

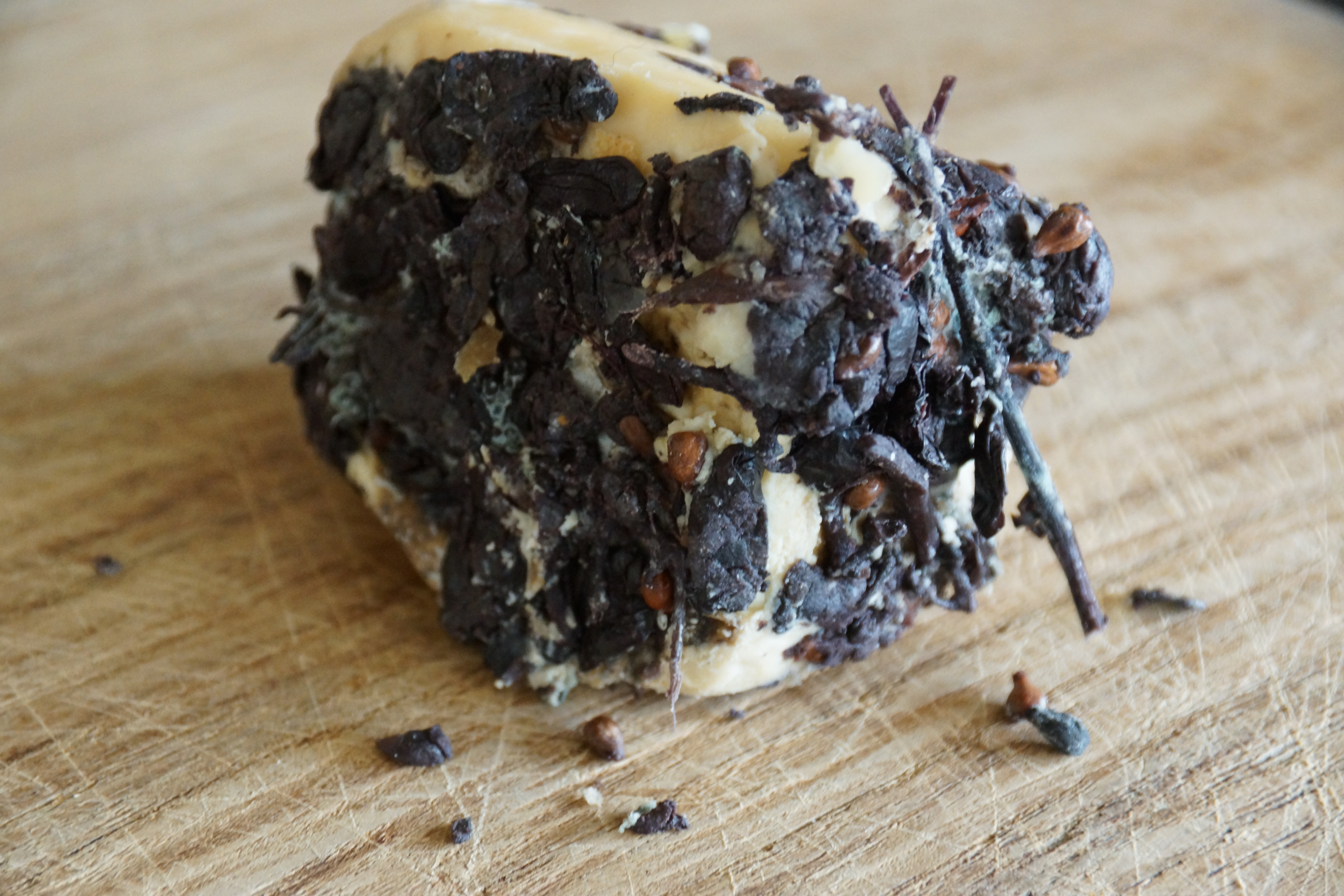
Tomme de Savoie au marc rais

Een variant op de standaard tomme de Savoie is de tomme die gearomatiseerd is met karwij die in Savoie in het wild groeit.
Een andere variant is de 'tomme  de Savoie au marc rais'. Deze is vervaardigd op basis van rauwe koemelk en gerijpt in druivenmost. 